# 榮藤稔
榮藤 稔（えとう みのる）は、日本のITエンジニア、工学博士。NTTドコモ・ベンチャーズ代表取締役社長を経て、大阪大学先導的学際研究機構教授、科学技術振興機構戦略的創造研究推進事業人工知能領域研究総括。

## 人物・経歴
兵庫県出身。1983年広島大学工学部第二類卒業。1985年広島大学大学院工学研究科博士課程前期修了、松下電器産業（現パナソニック）入社。1993年「輪郭の多義性を保持したシーンの解釈と領域分割を利用した輪郭抽出」で大阪大学博士（工学）の学位を取得。2000年NTTドコモに移り、新規事業立ち上げにあたり、米国DOCOMO Innovations，DOCOMO Capital社長を経て、2014年NTTドコモ執行役員、みらい翻訳社長。2016年までNTTドコモ・ベンチャーズ社長を務め、同年から科学技術振興機構戦略的創造研究推進事業人工知能領域研究総括。2017年NTTドコモ執行役員退任、大阪大学先導的学際研究機構教授就任。2018年コトバデザイン社長。

## 受賞
- 情報処理学会坂井記念特別賞 1998[4]
- 前島密賞（研究開発分野） 2013[4]
- 文部科学大臣表彰科学技術賞（開発部門） 2016[4]